# Верхній Муйнак
Верхній Муйна́к (рос. Верхний Муйнак, башк. Үрге Муйнаҡ) — присілок у складі Зіанчуринського району Башкортостану, Росія. Адміністративний центр Муйнацької сільської ради.
Населення — 490 осіб (2010; 549 в 2002).
Національний склад:
- башкири — 99%